# Brje (Ajdovščina)
Brje (Duits: Bairach) is een plaats in Slovenië en maakt deel uit van de gemeente Ajdovščina in de NUTS-3-regio Goriška. De plaats telde 428 inwoners op 1 januari 2020.

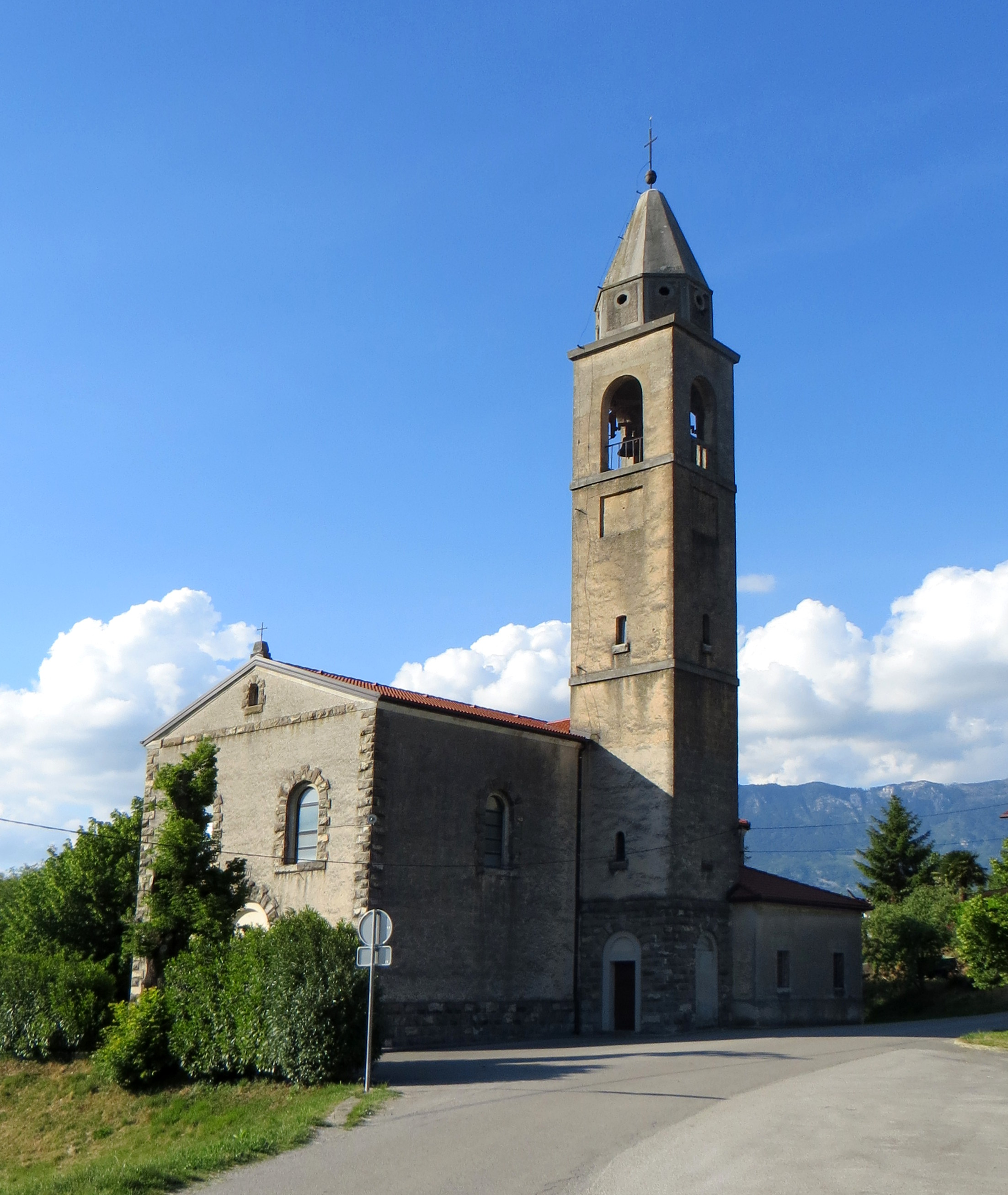
Sint Cyrillus en Methodiuskerk